# Zale meridiana
Zale meridiana är en fjärilsart som beskrevs av Haimbach 1928. Zale meridiana ingår i släktet Zale och familjen nattflyn. Inga underarter finns listade i Catalogue of Life.